# White Lion
A White Lion  egy amerikai rockegyüttes volt, melyet a dán származású Mike Tramp alapított. 1983-ban New Yorkban. 
Hard rockot és glam metalt játszottak. Fennállásuk alatt 6 nagylemezt jelentettek meg. Mára már kultikus státuszt értek el. Két korszakuk volt: először 1983-tól 1992-ig működtek ez a klasszikus időszak, majd 1999-től 2013-ig. Működésük csúcspontja a Pride album.  Vito Bratta ezen korszak egyik legmagasabban jegyzett gitárosa volt.  A banda feloszlásához a zenei klima megváltozása mellett közrejátszott Tramp pénzéhsége, a ritmusszekció tagjai csak fizetett alkalmazottként voltak "tagok".     A rajongók két korszakot különböztetnek meg a zenekar életében: a "régi" White Lion-t és az új White Liont. Az új WH gyakorlatilag az énekes Mike Tramp szoló projektje.

## Stúdióalbumok
- Fight to Survive (1985)
- Pride (1987)
- Big Game (1989)
- Mane Attraction (1991)
- Remembering White Lion (1999)
- Return of the Pride (2008)